# Основной тон
Основной тон (нем. Grundton, англ. root) интервала и аккорда, в учении Пауля Хиндемита и некоторых позднейших музыкально-теоретических учениях (Карла Дальхауза, Ю. Н. Холопова) — сильнейший (вследствие дублирования одного из звуков разностными комбинационными тонами первого и [в меньшей степени] второго порядка) тон созвучия — интервала или аккорда.
В основной форме большого и малого трезвучий основной тон располагается внизу, в его обращениях — перемещается. Подобное явление наблюдается и в интервалах: в квинте основной тон находится внизу, в кварте, являющейся обращением квинты, — вверху.

## Проблема основного тона
Основной тон малой терции и большой сексты невозможно определить, пользуясь одним только «акустическим обоснованием» созвучий как таковых. В самом деле, в этих интервалах, равно как и в малом («минорном») трезвучии, комбинационные тоны не удваивают (а значит и физически не усиливают) ни один из звуков созвучия, поэтому «по образцу предшествующих им родственников» (то есть созвучий с «акустически обоснованным» основным тоном) Хиндемит предлагает условно считать основным тоном малой терции нижний её тон. Таким образом, в отличие от большого (мажорного) трезвучия объяснение малого (минорного) трезвучия даётся с позиций специфически музыкальной логики, неизбежно приводящее к пониманию гармонии как музыкально-логической (а не физико-акустической) системы.
В ряде интервалов (секунды и септимы, тритон) и аккордов (например, в уменьшённом септаккорде, в уменьшённом трезвучии и прочих) также нет основного тона. В таких случаях Хиндемит говорит, что сонантно неустойчивые интервалы (в том числе в составе аккордов) «подчиняются» сонантно устойчивым, мотивированным «законами природы» интервалам — прежде всего, квинте и кварте.

## Исторический очерк
Понятию и термину основной тон, которые окончательно сформировались в музыкальной науке XX века, предшествовал ряд родственных понятий и терминов начиная с XVII века: лат. ima basis (нижнее основание) в трактатах Иоганна Липпия «Disputatio musica tertia» (1610) и «Synopsis musicae novae» (1612), англ. root (корень) в практическом учебнике Томаса Кэмпиона «A new way of making fowre parts in counter-point» (ок. 1614), в трудах Ж. Совёра (фр. son harmonique, 1701), Ж.-Ф. Рамо (фр. son fondamental, basse fondamentale, 1722), А. фон Эттингена (1866) и особенно (начиная с 1870-х гг.) Г. Римана (нем. Grundton, Hauptton).

## Другие значения термина
Основным тоном также называется нижний тон натурального звукоряда (первая гармоника), которому музыкальная теория Нового времени придавала особое значение для объяснения «физической природы» гармонической тональности.
В акустике основным тоном называется звук, который создаёт акустическая система, когда колеблется с низшей возможной для неё частотой. Термин «основной тон» применяют также для обозначения составляющей с наинизшей частотой при разложении сложного периодического колебания в ряд по синусоидальным компонентам.
В учении о гармонии советского музыковеда Ю. Н. Тюлина (и его ученика Н. Г. Привано) «опорным основным тоном» лада называется тоника мажорного или минорного лада (например, тоника C в тональности C-dur).